# Jane Wagner

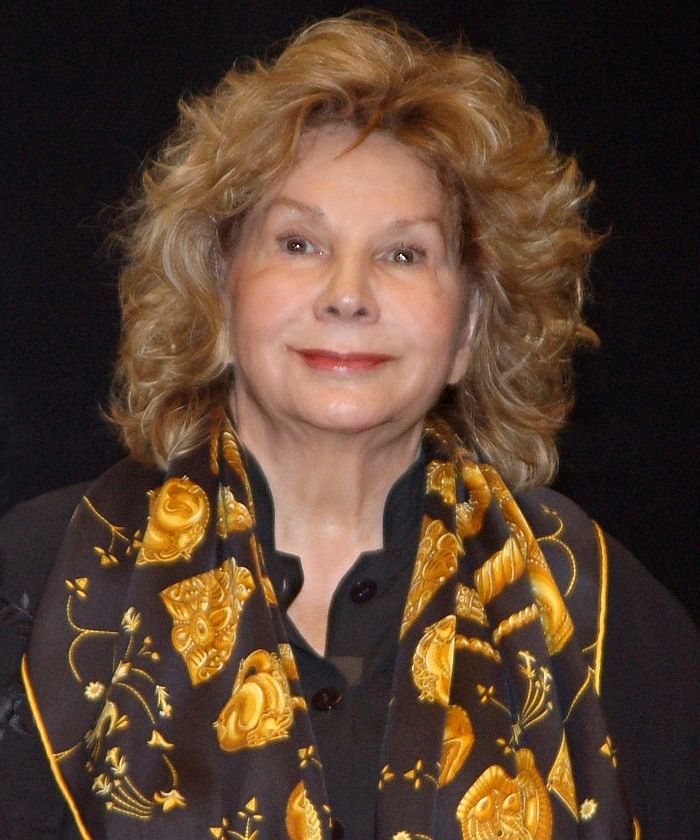
Jane Wagner

Jane Wagner (* 26. Februar 1935 in Morristown, Tennessee) ist eine US-amerikanische Autorin, Drehbuchautorin, Filmregisseurin und Filmproduzentin.

## Leben
Wagner wuchs in Morristown in Tennessee auf und besuchte dort die Morristown High School. Sie zog nach New York City, wo sie Malerei, Bildhauerei und Schauspielwesen studierte. Mit dem Barter Theatre von Abingdon in Virginia ging sie als Schauspielerin auf Tour. Ihr Filmdebüt als Drehbuchautorin gelang ihr 1969 mit dem Film J.T., für den sie den Peabody Award erhielt. Wagner verfasste als Autorin mehrere Werke und mehrere ihrer Werke verfilmte sie als Drehbuchautorin, Filmregisseurin und Filmproduzentin. Seit 2013 ist Wagner mit der Komikerin und Schauspielerin Lily Tomlin verheiratet.

## Werke (Auswahl)
- 1981: Die unglaubliche Geschichte der Mrs. K. (engl.: The incredible Shrinking Woman)
- Wagner, Jane und Gordon Parks, Jr.: J.T. New York: Dell, 1971.  OCLC 25466332
- Tomlin, Lily und Jane Wagner: On Stage. New York, N.Y.: Arista, 1977. Recorded live at the Biltmore Theatre, New York City. Hörbuch auf LP. OCLC 858894156
- Development and Effect of Feminist Consciousness Raising Women's Groups, Los Angeles, Late 1960's Through 1982. Ph.D. Thesis/dissertation. Wright Institute, Los Angeles. 1983. OCLC 18254930
- Wagner, Jane, Elon Soltes, Wendy Apple und Lily Tomlin: Appearing Nitely. Valley Village, Calif.: Tomlin and Wagner Theatricalz, 1992. Recorded live at the Huntington Hartford Theater in Los Angeles, Calif. Originally produced for television in 1978. Video recording. OCLC 28219227
- Edith Ann - My Life, So Far. New York: Hyperion, 1994. OCLC 31236871
- Tomlin, Lily, Jane Wagner und Anna Deavere Smith: Conversation with Lily Tomlin und Jane Wagner, 25. Oktober 1994. San Francisco: City Arts & Lectures, Inc, 1994. Masonic Auditorium. OCLC 743427376
- J.T.: New York: Carousel Films, 2000. DVD. Original verfilmt 1969. Jeannette Du Bois, Theresa Merritt, Kevin Hooks. OCLC 63681705
- Tomlin, Lily und Jane Wagner: And That's the Truth. United States: Universal Music Enterprises, 2003. Recorded live at The Ice House, Pasadena, März 1976. Hörbuch OCLC 212930925
- Tomlin, Lily und Jane Wagner: The Search for Signs of Intelligent Life in the Universe. Tarzana, Calif.: Laugh.com, 2005. 1992 HBO  OCLC 63664207
- Wagner, Jane, Marilyn French und Lily Tomlin: The Search for Signs of Intelligent Life in the Universe. New York, NY: ItBooks, an imprint of HarperCollinsPublishers, 2012. Neuauflage. Original publiziert : New York : Harper & Row, 1986 OCLC 798732509
- Wagner, Jane C. und Tina DiFeliciantonio: Girls Like Us. New York, NY: Women Make Movies, 2013.  OCLC 843761980

## Auszeichnungen und Preise (Auswahl)
- Annie Award:
  - 1997: Nominierung für Best Individual Achievement: Writing in einer TV-Produktion - Edith Ann's Christmas: Just Say Noel

- Emmy:
  - 1993: Nominierung - Outstanding Variety, Music or Comedy Special - The Search for Signs of Intelligent Life in the Universe
  - 1981: Sieger - Outstanding Variety, Music or Comedy Program - Lily: Sold Out
  - 1981: Nominierung - Outstanding Writing in a Variety, Music or Comedy Program - Lily: Sold Out
  - 1976: Sieger - Outstanding Writing in a Comedy-Variety or Music Special - The Lily Tomlin Special
  - 1976: Nominierung - Outstanding Comedy-Variety or Music Special - The Lily Tomlin Special
  - 1974: Sieger  - Outstanding Writing in Comedy-Variety, Variety or Music - Lily

- New York Lesbian and Gay Film Festival
  - 1997: Sieger - Beste Kurzfilm - 2 or 3 Things But Nothing for Sure

- Peabody Award
  - 1996: Sieger - Edith Ann's Christmas: Just Say Noel
  - 1970: Sieger - J.T.

- San Francisco International Film Festival
  - 1997: Sieger - Silver Spire: Film & Video Short Dokumentation - 2 or 3 Things But Nothing for Sure

- Sundance Film Festival
  - 1997: Sieger - Grand Jury Prize: Documentary - Girls Like Us
  - 1995: Sieger - Special Jury Prize: Short Filmmaking - Tom's Flesh

Am 16. März 2012 erhielten Wagner und Tomlin den 345. Stern auf dem Walk of Stars in Palm Springs, Kalifornien.